# Kompostellhof

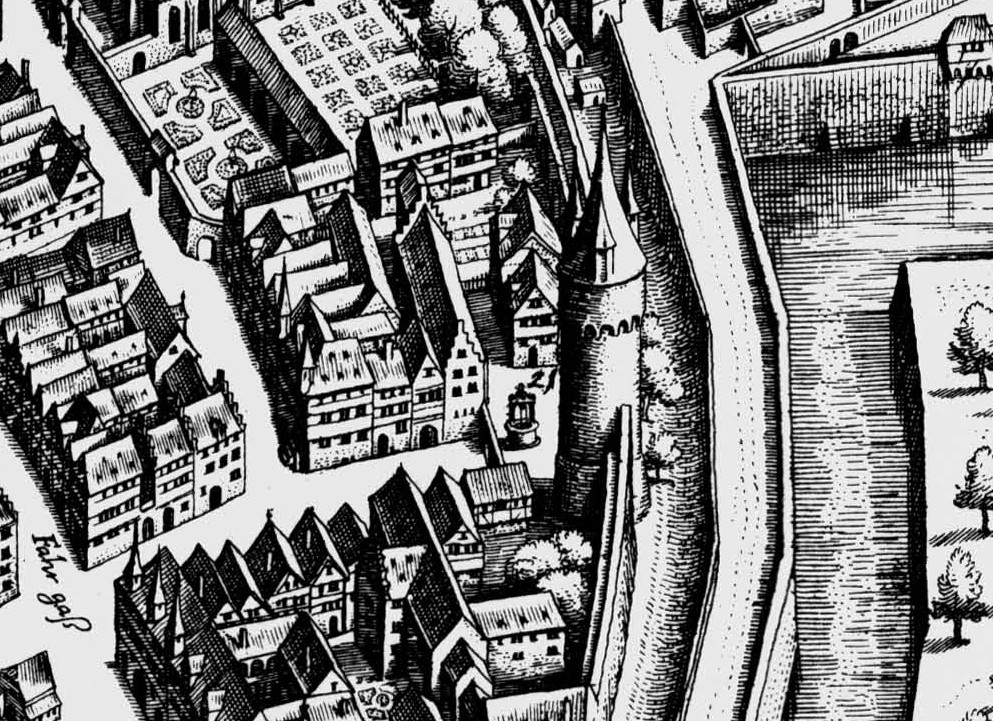
Der Kompostellhof auf dem Merianplan, 1628. Das Gebäude mit den Stufengiebel links neben dem Fronhofturm sowie das links parallel zu ihm verlaufende bilden den Innenhof des Kompostells. Am oberen Bildrand das Dominikanerkloster.

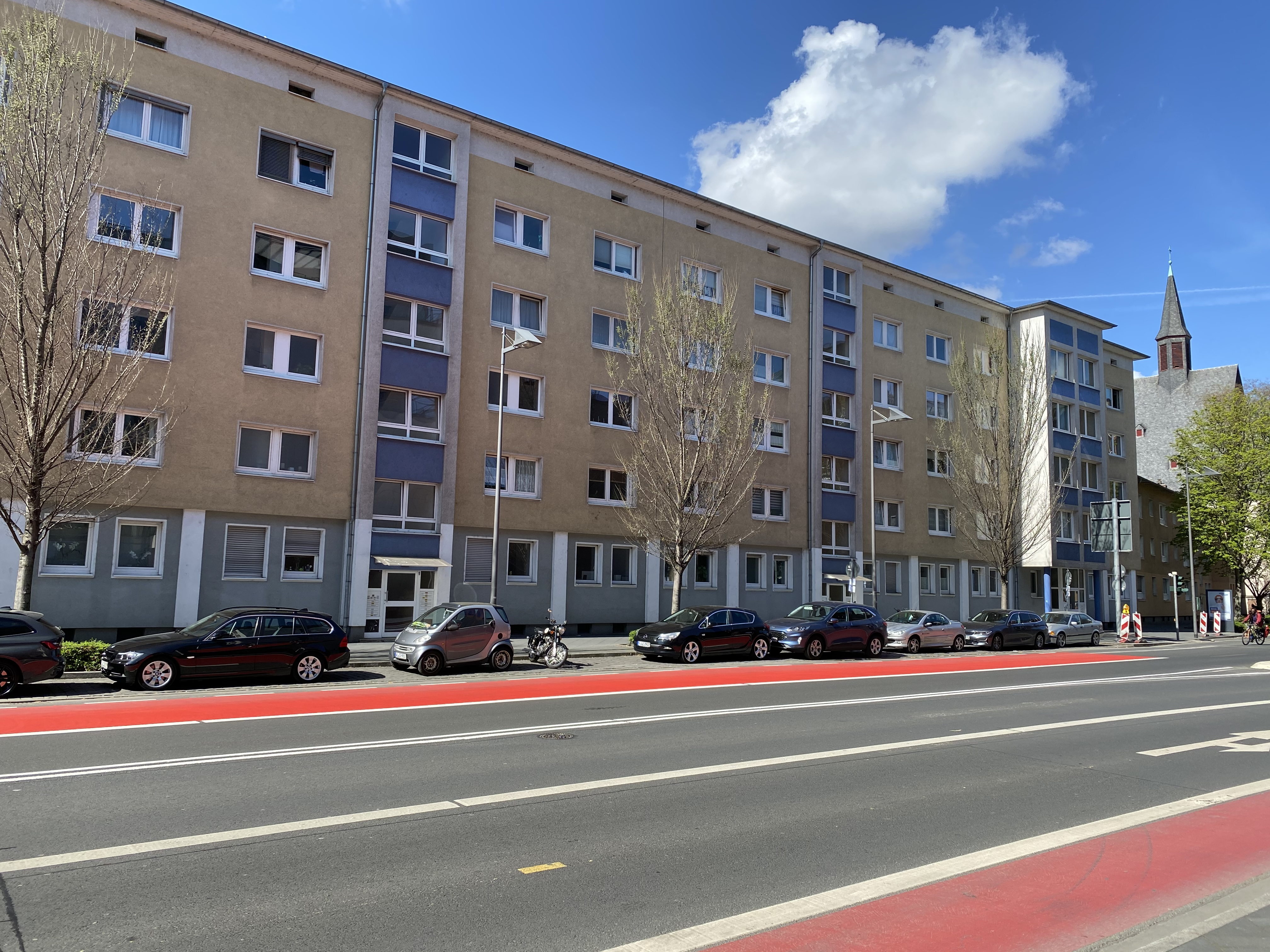
Heutige bauliche Situation am ehemaligen Standort des Kompostellhofes mit Kurt-Schumacher-Straße und Wohnbebauung

Der Kompostellhof (auch: das Kompostell) war eine große Hofanlage in der Altstadt von Frankfurt am Main. Der im 13. Jahrhundert entstandene Hof gehörte dem Frankfurter Deutschordenshaus und diente als Herberge für Jakobspilger auf ihrer Reise zum Grab des Apostels Jakob in Santiago de Compostela. Im frühen 19. Jahrhundert wurde der Hof durch die Jüdische Gemeinde genutzt, sowohl das Philanthropin als auch das Chemieunternehmen Cassella haben hier ihre Wurzeln. Etwa 80 Jahre lang befand sich hier außerdem eine Synagoge. Das Gebäudeensemble wurde bei den Luftangriffen von 1944 schwer beschädigt und anschließend abgerissen.

## Lage
Der Kompostellhof lag im äußersten Osten der Stadterweiterung des 12. Jahrhunderts, direkt an der Stadtmauer. Die burgartig umschlossene Anlage zog sich von der (im 19. Jahrhundert angelegten und bis heute bestehenden) Dominikanergasse nach Süden bis zur Predigergasse (auch Nach dem Fronhof), einer heute nicht mehr bestehenden Straße, an der sich ursprünglich der Hauptzugang befand.
In unmittelbarer Nachbarschaft lagen weitere größere Hofanlagen in kirchlichem Besitz. Der bedeutendste Nachbar lag nördlich, auf der anderen Seite der Dominikanergasse, nämlich das Dominikanerkloster. Der direkte Nachbar im Südosten war der Fronhof des Bartholomäusstifts, dessen Zugang am Ende der Predigergasse direkt neben dem des Kompostells lag. Auf der gegenüberliegenden, also südlichen Seite dieser Gasse lag der Arnsburger Hof, der Wirtschaftshof des Klosters Arnsburg.
Dominikanerkloster, Kompostellhof und Fronhof grenzten im Osten an die Stadtmauer, die hier zwei mächtige Wachtürme besaß, den nach den Dominikanern benannten Mönchsturm und den Fronhofturm. Jenseits der Mauer lag das südliche Ende der Judengasse und vor deren Südtor der Judenmarkt. Das südlich angrenzende Innere Fischerfeld wurde erst im 17. Jahrhundert in den Befestigungsring einbezogen und blieb bis zur Anlage des Fischerfeldviertels (ab 1793 durch Stadtbaumeister Johann Georg Christian Hess) unbebaut.

## Nutzungsgeschichte

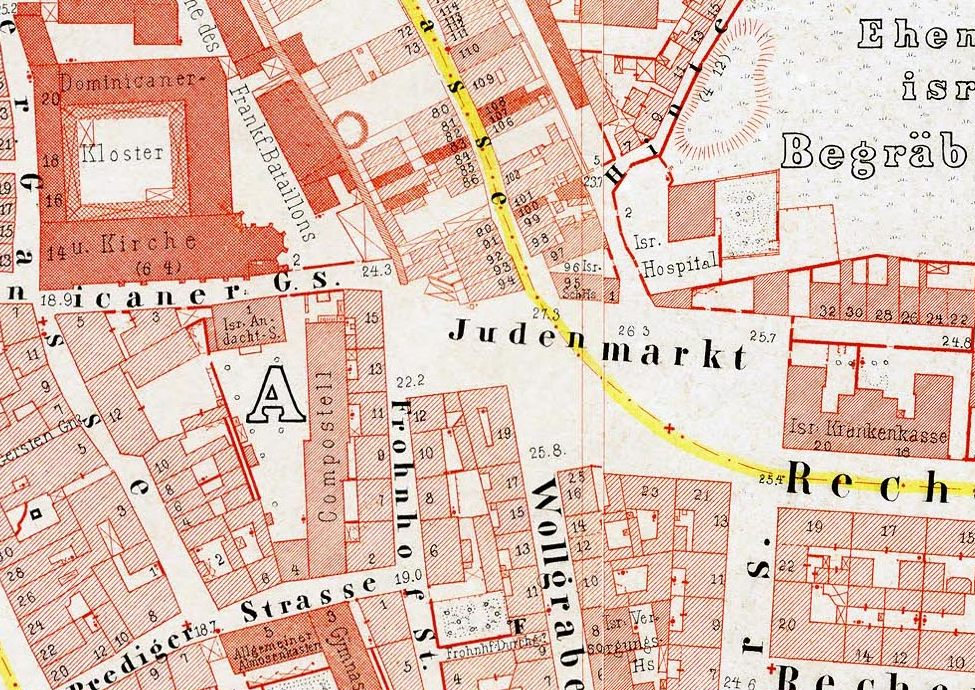
Ravensteinplan, 1862: Das Compostell ist im Plan zwischen der (Domi)nicaner Gs. und der Prediger Strasse verzeichnet, die Isr. Andacht-S. ist die damalige Synagoge.

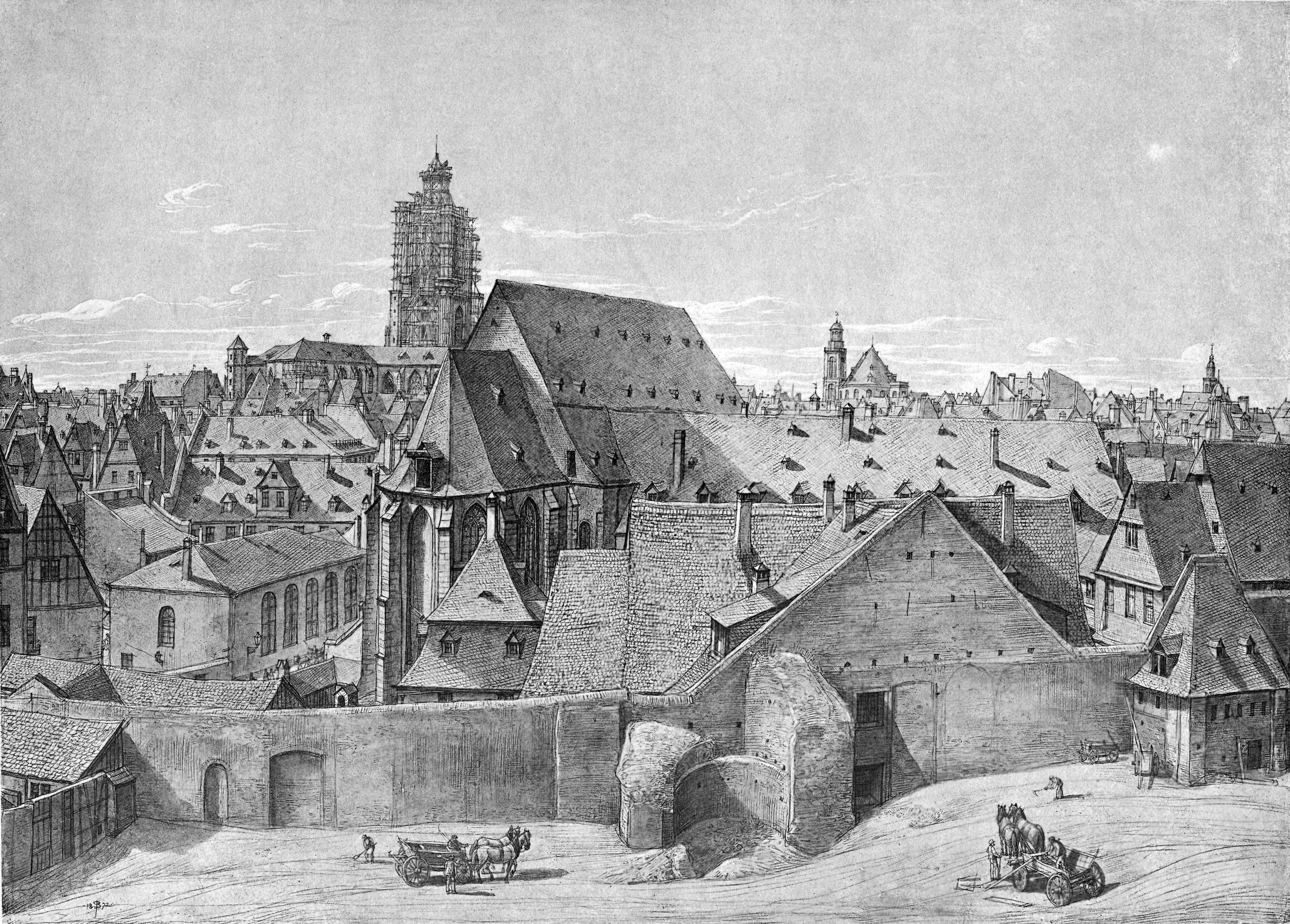
Peter Becker: Blick auf das Dominikanerkloster, 1872. Links neben dem Chor der Klosterkirche ist die Synagoge im Kompostellhof zu sehen, die übrigen Hofgebäude liegen weiter links von ihr.

Das Kompostell war eine Station auf dem Jakobsweg, der wichtigsten Pilgerstrecke des europäischen Mittelalters. Der benachbarte Arnsburger Hof besaß eine Kapelle, in der die im Kompostell wohnenden Jakobspilger die Messe hören konnten.
Der Deutsche Orden verkaufte den Hof 1570 an das Erzbistum Mainz. Dieses verlor es 1803 durch die Säkularisation an die Stadt.
Johann Wolfgang Goethe beschreibt in seiner Autobiographie Dichtung und Wahrheit (1,1), wie er als Kind das Frankfurt der 1750er Jahre entdeckte und nennt dabei namentlich auch den Kompostellhof: 

„Was aber die Aufmerksamkeit des Kindes am meisten an sich zog, waren die vielen kleinen Städte in der Stadt, die Festungen in der Festung, die ummauerten Klosterbezirke nämlich, und die aus frühern Jahrhunderten noch übrigen mehr oder minder burgartigen Räume: so der Nürnberger Hof, das Kompostell, das Braunfels, das Stammhaus derer von Stallburg, und mehrere in den spätern Zeiten zu Wohnungen und Gewerbsbenutzungen eingerichtete Festen.“

Um 1800 veränderte sich die bauliche Umgebung durch die Aufgabe der Stadtmauern erheblich. Der Fronhofturm wurde 1793 abgerissen, der Mönchsturm stürzte 1795 ein, der Stadtgraben wurde zugeschüttet. Auf dem bislang unbebauten Fischerfeld wurde die erste Stadterweiterung seit über 400 Jahren vorbereitet, die östliche Altstadt nach Osten hin geöffnet.
Im Juli 1796 zerstörte ein französisches Bombardement etwa ein Drittel der benachbarten Frankfurter Judengasse. Die betroffenen Bewohner durften sich in den christlichen Wohnvierteln niederlassen. Dennoch bemühte sich der antijüdisch eingestellte Frankfurter Rat um eine Wiederherstellung der Judenstättigkeit, um den  Juden wiederum die Judengasse als einziges Quartier zuzuweisen. Nach dem Ende des Heiligen Römischen Reiches 1806 gehörte die frühere Reichsstadt zum  Staat des Fürstprimas Karl Theodor von Dalberg, der in einem seiner ersten Rechtsakte die Gleichstellung aller Konfessionen verfügte. Die Judenstättigkeit blieb zwar vorerst grundsätzlich bestehen, doch gab es etwa 1806–08 konkrete Pläne, das Ghetto um die nun leerstehenden Areale des Dominikanerklosters und des Kompostellhofs zu erweitern. 1811 gewährte der nunmehrige Großherzog Dalberg den Juden die vollständige bürgerlicher Gleichstellung und hob alle Einschränkungen auf.
In der Folge erwarb die jüdische Gemeinde Teile des Kompostellhofs. 1813 entstanden Schulräume und Lehrerwohnungen für eine Volksschule sowie die 1804 in der Judengasse gegründete bedeutende jüdische Lehranstalt Philanthropin. Am nördlichen Zugang an der inzwischen bis zum Judenmarkt durchgebrochenen Dominikanergasse wurde eine Synagoge eingerichtet, zusätzlich zur 1711 erbauten Hauptsynagoge. Andere Gebäude des Hofs erwarb 1814 Leopold Cassella, dessen seit 1798 mit seinem Schwager Isaac Reiß betriebene Spezerei- und Farbenhandlung Caßel & Reiß nun erheblich größere Betriebs- und Lagerflächen erhielt. Cassellas Unternehmen zog später nach Fechenheim und entwickelte sich unter dem Namen Cassella Farbwerke Mainkur zum Weltkonzern der chemischen und Farbenindustrie.
Die im Kompostell begründeten jüdischen Einrichtungen zogen im Laufe des 19. Jahrhunderts in repräsentativere Neubauten im neuen Fischerfeldviertel. Philanthropin und Volksschule erhielten 1845 ein neues Schulhaus in der Rechneigrabenstraße, das seinerzeit als das schönste der Stadt galt. Nach der Spaltung der jüdischen Gemeinde 1851, durch die die Hauptsynagoge zum geistlichen Zentrum der stark vom Philanthropin beeinflussten liberalen Gemeinde wurde, errichtete der Minderheitsflügel der orthodoxen Israelitischen Religionsgemeinschaft an der Ecke Schützenstraße und Rechneigrabenstraße eine eigene Synagoge und eine Volksschule, die bis zur Eröffnung der Synagoge Friedberger Anlage 1907 das Zentrum des orthodoxen Judentums in Frankfurt blieb. Die sich als Mittelweg zwischen beiden Flügeln etablierende konservative Gemeinde hielt ihre Gottesdienste weiterhin in der Synagoge im Kompostellhof, bis sie 1882 am Judenmarkt eine neu errichtete, repräsentative Synagoge einweihen konnte, die Horovitz-Synagoge, nach der Umbenennung des Judenmarkts besser bekannt als Börneplatzsynagoge.
Die Gebäude des Kompostells wurden bei den Luftangriffen vom 22.–24. März 1944 schwer beschädigt und brannten aus. Außenmauern blieben jedoch zum großen Teil erhalten.

## Der Standort des Kompostellhofs heute
Von den ehemaligen Anlagen sind im heutigen Stadtbild keine Spuren mehr sichtbar. 1955 bis 1957 wurde das Dominikanerkloster wiederaufgebaut. Es ist der Sitz des Evangelischen Stadtdekanats Frankfurt am Main und Offenbach und des Evangelischen Regionalverbandes, eines Zusammenschlusses der Frankfurter und Offenbacher evangelischen Gemeinden. Die Ruinen des Kompostells wurden im Zuge des modernen Wiederaufbaus niedergerissen. Dies geschah vor allem im Zusammenhang mit dem Bau der Kurt-Schumacher-Straße, einer neu durch die zerstörte Altstadt trassierten Nord-Süd-Hauptverkehrsstraße.
Der gesamte Bauteil am Ostrand der Anlage liegt heute unter der westlichen (zum Main hin führenden) Fahrbahn der Kurt-Schumacher-Straße. Die eigentliche Hoffläche ist heute dagegen überbaut, ungefähr mit den Hausnummern Kurt-Schumacher-Straße 9–21, gegenüber der Einmündung der Rechneigrabenstraße. An der Stelle der ehemaligen Synagoge an der Dominikanergasse, genau gegenüber dem Chor der Heiliggeistkirche, befindet sich heute das Spenerhaus, ein Tagungshotel der evangelischen Kirche.